# Makviltocstli
Makviltocstli az azték mitológiában az Aviateto csoporthoz, vagyis az öt gyönyöristen csoportjához tartozik, melyben ő jelképezi az Öt nyulat. Az aztékok szerint ő és Sipe-Totek uralkodott a világmindenség déli részén. Az Aviateto csoport tagjai:
- Makvilkvetzpalin (Öt gyík)
- Makvilkozkakvautli (Öt keselyű)
- Makviltocstli (Öt nyúl)
- Makvilsocsitl (Öt virág, az ötös első számú tagja, játékok, virágok és gyönyörök istene, de aranyeret és nemi betegségeket okoz)
- Makvilmalinalji (Öt fű)